# Bird and Diz
Bird and Diz ist ein Jazz-Album von Charlie Bird Parker, das am 6. Juni 1950 in New York City aufgenommen wurde.

## Das Album
Es handelt sich um das letzte Studio-Album, das die beiden Jazz-Größen Parker und Dizzy Diz Gillespie zusammen aufnahmen und die einzige Studio-Aufnahme, auf der Parker, Gillespie und Monk zusammen spielten.
Das Album wurde von Norman Granz produziert, der laut Curly Russell die Band mit Monk am Klavier, Russell am Bass und Rich am Schlagzeug zusammenstellte. Parker wird als Erster auf dem Album-Titel genannt und ist als Leader der Aufnahmen anzusehen; als Band wurde Charlie Parker and His Orchestra angegeben. Die Kompositionen stammen, mit Ausnahme von My Melancholy Baby alle von Parker. Auf den auf der CD enthaltenen Studiogesprächen ist zu hören, wie Parker missratene Aufnahmen abbricht und Instruktionen an Monk gibt.
Das Album mit der Coverzeichnung von David Stone Martin erhielt zunächst gute Kritiken, z. B. 4 Sterne vom Down Beat. Später jedoch wurde die Rolle von Buddy Rich als Schlagzeuger kritisiert. Rich, eigentlich im Swing zu Hause und kein großer Freund des Modern Jazz, wurde von Max Harrison vorgeworfen, die Session sabotiert zu haben.
Parker, der, soweit bekannt ist, die Titel nicht mehr aufnahm, war anscheinend nicht besonders an der Namensgebung seiner Kompositionen interessiert. Als der DJ Symphony Sid Torin ihn fragte, auf wen sich Relaxin with Lee beziehe, antwortete Parker, dass er keine Ahnung habe und die Stücke benannt würden, wenn er bereits das Studio verlassen habe. Bei Mohawk handelt es sich um den Spitznamen des Bassisten Ted Sturgis, Bloomdido war eine Anspielung auf Maury Bloom, den Sprecher einer Jazzsendung auf Radio WGR in Buffalo. Mit „An Oscar for Treadwell“ erwies Parker dem Radiomoderator Oscar Treadwell seine Reverenz.
Granz, der Parker bereits mit dem Afro-Cuban Big Band von Machito zusammengebracht hatte, wollte Parker unter seiner Führung einem breiteren Publikum bekannt machen. Daher wollte er eine Produktion in „frischen Dimensionen“ und mit „schönen Melodien, geschrieben von guten Songwritern“. Bird and Diz geriet mit zwei Blues- (Bloomdido und Mohawk) und Standard-Bebop-Stücken wie An Oscar for Treadwell, Leap Frog, Relaxin' with Lee sowie einer Ballade (My Melancholy Baby) in einer Standard-Besetzung des Bebop (Saxophon, Trompete, Klavier, Bass und Schlagzeug) aber zum Gegenteil der ursprünglichen Absicht von Granz.

## Titelliste
1. Bloomdido (Charlie Parker) – 3:25
2. My Melancholy Baby (Ernie Burnett) – 3:24
3. Relaxin’ with Lee (Parker) – 2:47
4. Leap Frog (Parker) – 2:29
5. An Oscar for Treadwell (Parker) – 3:23
6. Mohawk (Parker) – 3:35
7. My Melancholy Baby (Ernie Burnett) – 3:17
8. Relaxin' with Lee (Parker) – 3:56
9. Leap Frog (Parker) – 2:34
10. Leap Frog (Parker) – 2:02
11. Leap Frog (Parker) – 2:06
12. An Oscar for Treadwell (Parker) – 3:21
13. Mohawk (Parker) – 3:48
14. Relaxin’ with Lee (Parker) – 0:17
15. Relaxin’ with Lee (Parker) – 1:08
16. Relaxin’ with Lee (Parker) – 0:04
17. Relaxin’ with Lee (Parker) – 0:24
18. Leap Frog (Parker) – 0:26
19. Leap Frog (Parker) – 0:14
20. Leap Frog (Parker) – 0:40
21. Leap Frog (Parker) – 0:18
22. Leap Frog (Parker) – 0:20
23. Leap Frog (Parker) – 0:13
24. Leap Frog (Parker) – 0:41

## Editorische Hinweise
1952 wurden die Titel [1] - [6] auf einer 10-Zoll-LP veröffentlicht (die ausführliche Liste hier bezieht sich auf die Verve Master Edition aus dem Jahr 1997). Auf der Original-LP waren noch die Stücke Passport und Visa zu hören, die allerdings nicht von der Bird & Diz Session stammten, sondern aus dem Jahr 1949 (und mit einer anderen Besetzung aufgenommen wurden). Sie wurden nicht auf der Re-Issue CD veröffentlicht.
Die Stücke 8, 12 und 13 wurden zuerst auf The Genius of Charlie Parker veröffentlicht, die Stücke 7, 9 und 11 wurden zunächst auf der CD Bird & Diz veröffentlicht, und die Stücke 10 und 14 bis 24 auf der CD The Complete Charlie Parker on Verve.
Die Stücke 1–13 sind vollständig, beim Stück 16 handelt es sich um einen falschen Beginn, alle anderen Stücke wurden abgebrochen. Sämtliche Titel sind in der Verve-Edition Bird: The Complete Charlie Parker on Verve enthalten.